# Evocoa
Genre
Evocoa  est un genre de diptères de la famille des Evocoidae.

## Liste d'espèces
Selon Catalogue of Life (1 mai 2019) :
- Evocoa chilensis (Yeates, Irwin & Wiegmann, 2003)

## Publication originale
- (en) David Keith Yeates, Michael Edward Irwin et Brian M. Wiegmann, « Evocoidae (Diptera: Asiloidea), a new family name for Ocoidae, based on Evocoa, a replacement name for the Chilean genus Ocoa Yeates, Irwin, and Wiegmann 2003 », Systematic Entomology, Wiley-Blackwell, vol. 31, no 2,‎ 10 février 2006, p. 373 (ISSN 0307-6970 et 1365-3113, DOI 10.1111/J.1365-3113.2006.00332.X, lire en ligne).